# Erminio Meschini
Erminio Meschini (Roma, 19 giugno 1880 – Roma, 6 dicembre 1935) è stato un inventore italiano, ragioniere, professore, stenografo di fama mondiale e autore dell'omonimo sistema stenografico.

## Storia
Nel 1904 fondò il primo Istituto per l'insegnamento delle lingue a Roma, in Via del Tritone. Autore, tra il 1905 ed il 1906, di uno dei principali sistemi stenografici italiani, da lui stesso denominato Stenografia nazionale e poi legalmente Stenografia nazionale Meschini. Riconosciuto con R.D. 7-XII-1913 n. 1442, fu insegnato con successo dall'anno scolastico 1923-24 fino al 1927-28, quando il governo limitò l'insegnamento al solo sistema Gabelsberger-Noë, ritenendo più pratica l'adozione di un unico sistema per tutto il territorio nazionale. Quando il governo cambiò opinione, il sistema Meschini fu prontamente riammesso con R.D. 7-X-1937 n. 1759, insieme al Gabelsberger-Noë e all'allora nuovo, ma altrettanto valido, sistema Cima.
Erminio Meschini realizzò inoltre un sistema di stenoscrittura universale.

## LaStenografia nazionale Meschini
Il professor Meschini riuscì nell'arduo intento di creare una tecnica mista geometrico-corsiva che conciliasse i caratteri delle due Scuole tradizionali, quella inglese a base geometrica e quella tedesca a base corsiva, perfezionando notevolmente le idee di Marco Vegezzi, autore di un sistema che ebbe un temporaneo seguito soprattutto in Lombardia, ed inserendosi nella tendenza mondiale intrapresa soprattutto da John Robert Gregg (1867-1948), irlandese ma che ottenne un grande successo soprattutto negli Stati Uniti. Meschini realizzò il suo difficile scopo usando segni a base geometrica, ma discendenti per le consonanti e ascendenti e orizzontali per le vocali, in modo che le vocali si intersecassero con le consonanti, costituendo di fatto un filetto di unione tra le consonanti e ottenendo così un tracciato complessivo del tutto corsivo.
Un'altra innovazione importante di Meschini fu una teoria abbreviativa basata su semplici principi fonetici anziché, come nei sistemi precedenti, su principi grammaticali; tanto da fornire le idee di base adottate, in linea di massima, da tutti gli autori italiani che lo seguirono.
Ma niente può descrivere le caratteristiche del sistema meglio di quanto scrisse lo stesso Meschini nelle introduzioni dei suoi libri: